# Danny da Costa
Danny Vieira da Costa (Neuss, 1993. július 13. –) angolai származású német labdarúgóhátvéd, jelenleg a német első osztályban szereplő Eintracht Frankfurt játékosa.

## Statisztika
2016. május 14-i állapot szerint.
| Szezon           | Klub                | Bajnokság        | Bajnokság | Bajnokság | Kupa  | Kupa  | Nemzetközi | Nemzetközi | Összesem | Összesem |
| Szezon           | Klub                | Bajnokság        | Mérk.     | Gólok     | Mérk. | Gólok | Mérk.      | Gólok      | Mérk.    | Gólok    |
| ---------------- | ------------------- | ---------------- | --------- | --------- | ----- | ----- | ---------- | ---------- | -------- | -------- |
| 2010–11          | Bayer Leverkusen    | Bundesliga       | 0         | 0         | 0     | 0     | 2          | 0          | 2        | 0        |
| 2011–12          | Bayer Leverkusen    | Bundesliga       | 6         | 0         | 0     | 0     | 1          | 0          | 7        | 0        |
| 2012–13          | FC Ingolstadt 04    | Bundesliga 2     | 27        | 0         | 1     | 0     | 3          | 0          | 28       | 0        |
| 2013–14          | FC Ingolstadt 04    | Bundesliga 2     | 27        | 0         | 3     | 0     | –          | –          | 30       | 0        |
| 2014–15          | FC Ingolstadt 04    | Bundesliga 2     | 12        | 0         | 1     | 0     | –          | –          | 13       | 0        |
| 2015–16          | FC Ingolstadt 04    | Bundesliga       | 20        | 0         | 1     | 0     | –          | –          | 21       | 0        |
| 2016–17          | Bayer Leverkusen    | Bundesliga       | 3         | 0         | 0     | 0     | 1          | 0          | 4        | 0        |
| 2017–18          | Eintracht Frankfurt | Bundesliga       | 17        | 1         | 4     | 0     | –          | –          | 21       | 1        |
| 2018–19          | Eintracht Frankfurt | Bundesliga       | 34        | 2         | 1     | 0     | 14         | 2          | 50       | 4        |
| 2019–20          | Eintracht Frankfurt | Bundesliga       | 19        | 1         | 4     | 1     | 14         | 2          | 37       | 4        |
| Karrier összesen | Karrier összesen    | Karrier összesen | 165       | 4         | 15    | 1     | 32         | 4          | 213      | 9        |

## Sikerei, díjai
- Ingolstadt 04
  - Bundesliga 2: 2014-15

- Eintracht Frankfurt
  - Német kupa: 2017–18
  - Európa-liga: 2021–22